# Donaspastus digitatus
Donaspastus digitatus is een vlinder uit de familie dominomotten (Autostichidae). De wetenschappelijke naam is voor het eerst geldig gepubliceerd in 1985 door Gozmany.
Deze vlinder komt voor in Europa.